# Subaru Legacy RS
La Subaru Legacy RS, chiamata anche  Subaru Legacy RS Turbo o Subaru Legacy RS Turbo 4WD, è una vettura da competizione utilizzata principalmente nelle gare rallistiche, che ha partecipato al campionato del mondo rally dal 1990 al 1993.

## Storia

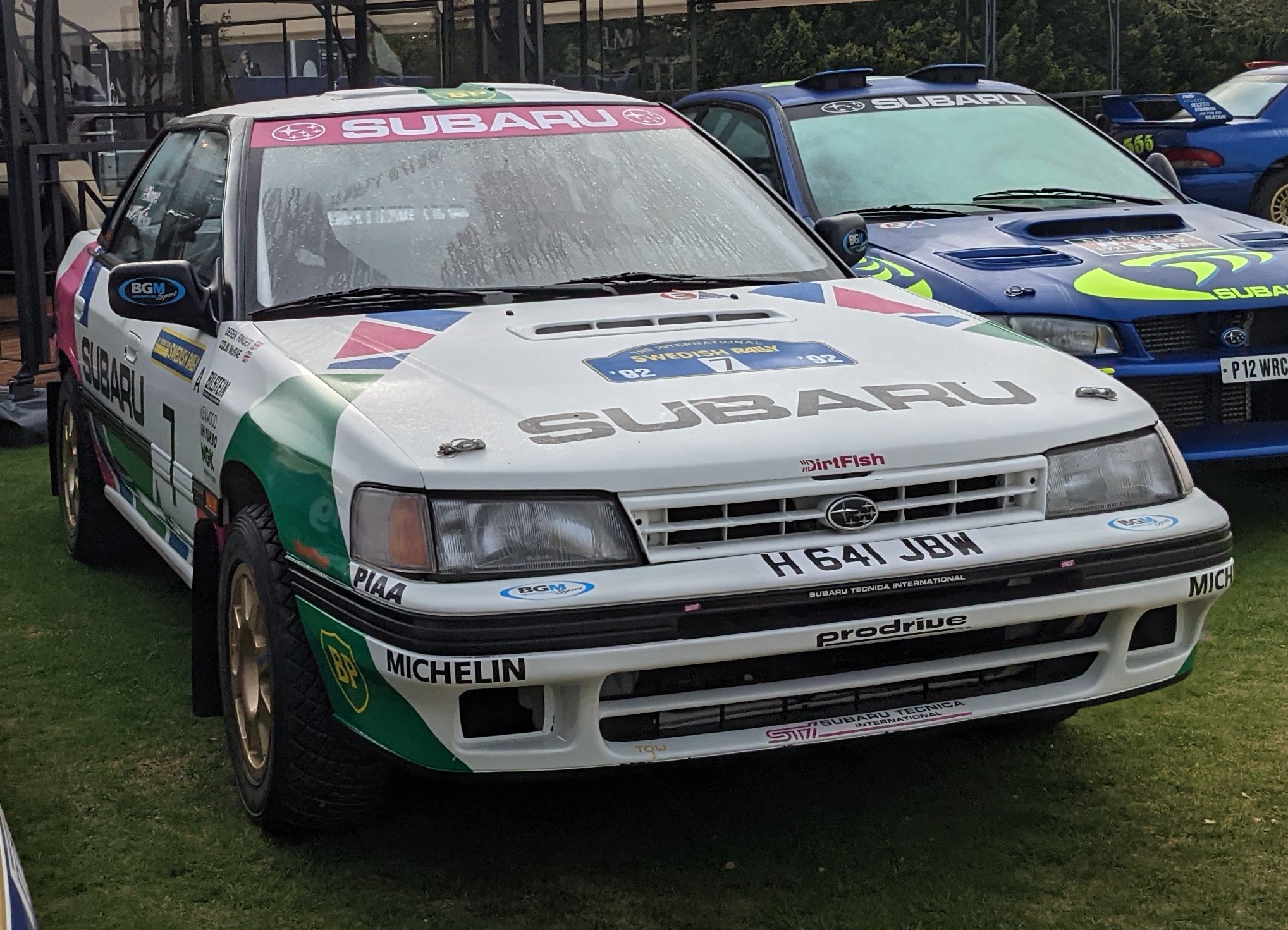
Legacy RS 1991

La Legacy fu impiegata dal Subaru World Rally Team nel World Rally Championship e nel British Rally Championship, con l'aiuto della Prodrive, a partire dal 1990. All'esordio non era abbastanza competitiva, ma ottenne comunque un quarto posto assoluto nella classifica costruttori conquistando 43 punti.
Già l'anno seguente ottenne il suo primo podio con alla guida Markku Alen, un terzo posto al Rally di Svezia e a fine campionato arrivò sesta nel costruttori. Nel 1992 vennero ingaggiati i piloti Ari Vatanen e l'emergente scozzese Colin McRae, che ottennero rispettivamente due secondi posti. A fine campionato nella classifica finale si piazzò al quarto posto.
Nel 1993 la vettura ricevette la livrea blu con fianca solcata dal logo 555 e fu l'annata più prolifica per la Legacy, quando Colin McRae ottenne un terzo posto al Rally di Svezia e all'ottavo round del Rally di Nuova Zelanda, la prima vittoria per Subaru; in Australia Vatanen si piazzò secondo. I buoni piazzamenti permisero a fine stagione di salire sul gradino più basso del podio nel mondiale costruttori.

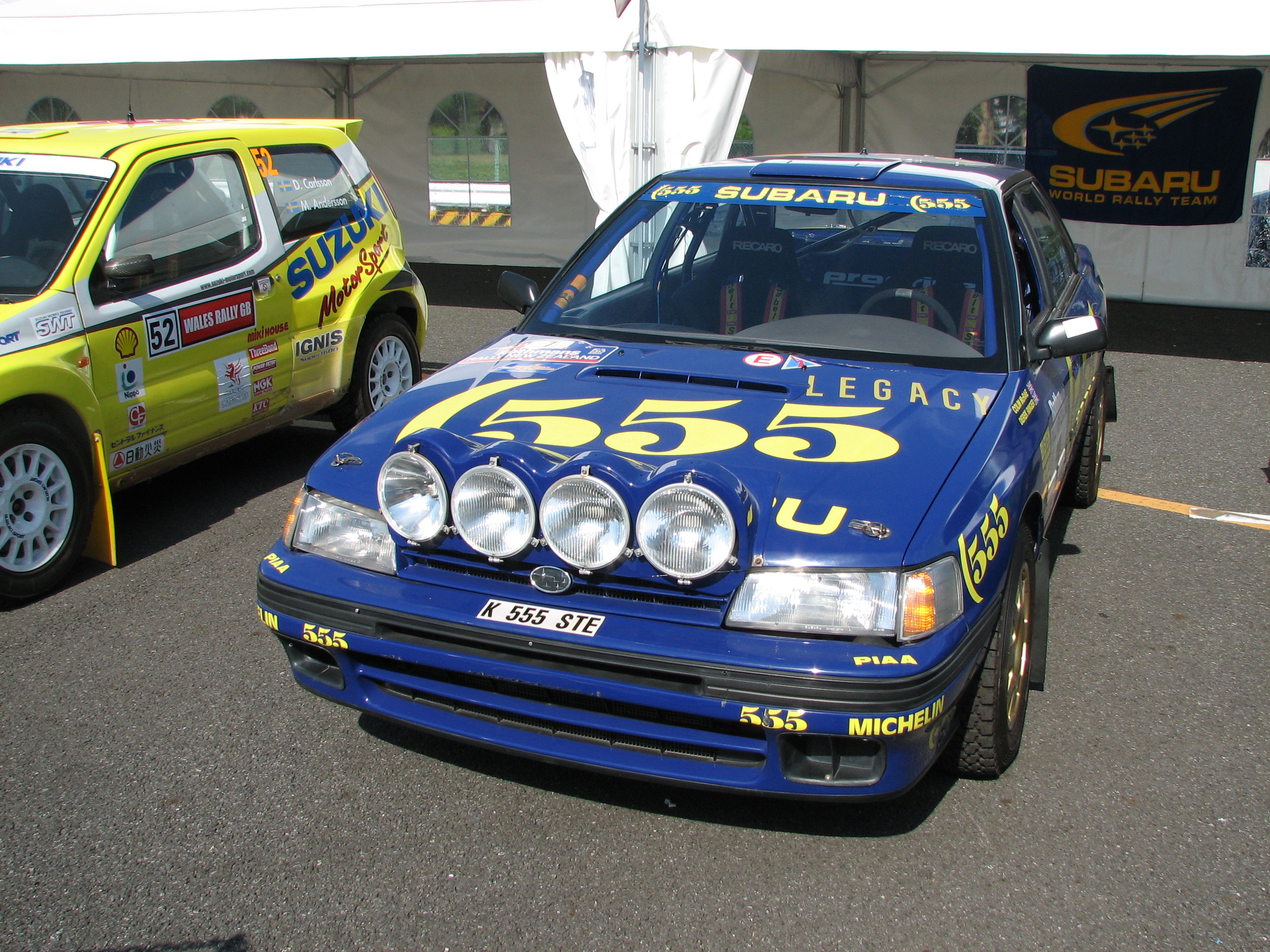
Legacy RS 555

Questo fu l'ultimo anno nel WRC per la Legacy, poiché l'anno successivo, venne rimpiazzata dalla Impreza 555.
La Legacy venne utilizzata anche al SCCA ProRally e Rally America e vinse due volte l'Alcan Winter Rally nel 1990 e 1992.
La Legacy nel 1990 è stata la prima vettura appartenente al Gruppo N a finire il Safari Rally, arrivando al traguardo all'8º posto assoluto.

## Palmarès

### Gare
- Rally di Nuova Zelanda 1993

### Campionati
- Campionato britannico rally 1991, 1992,[4] 1993
- 3º posto nel Campionato del mondo rally 1993